# Nieuwe Troje

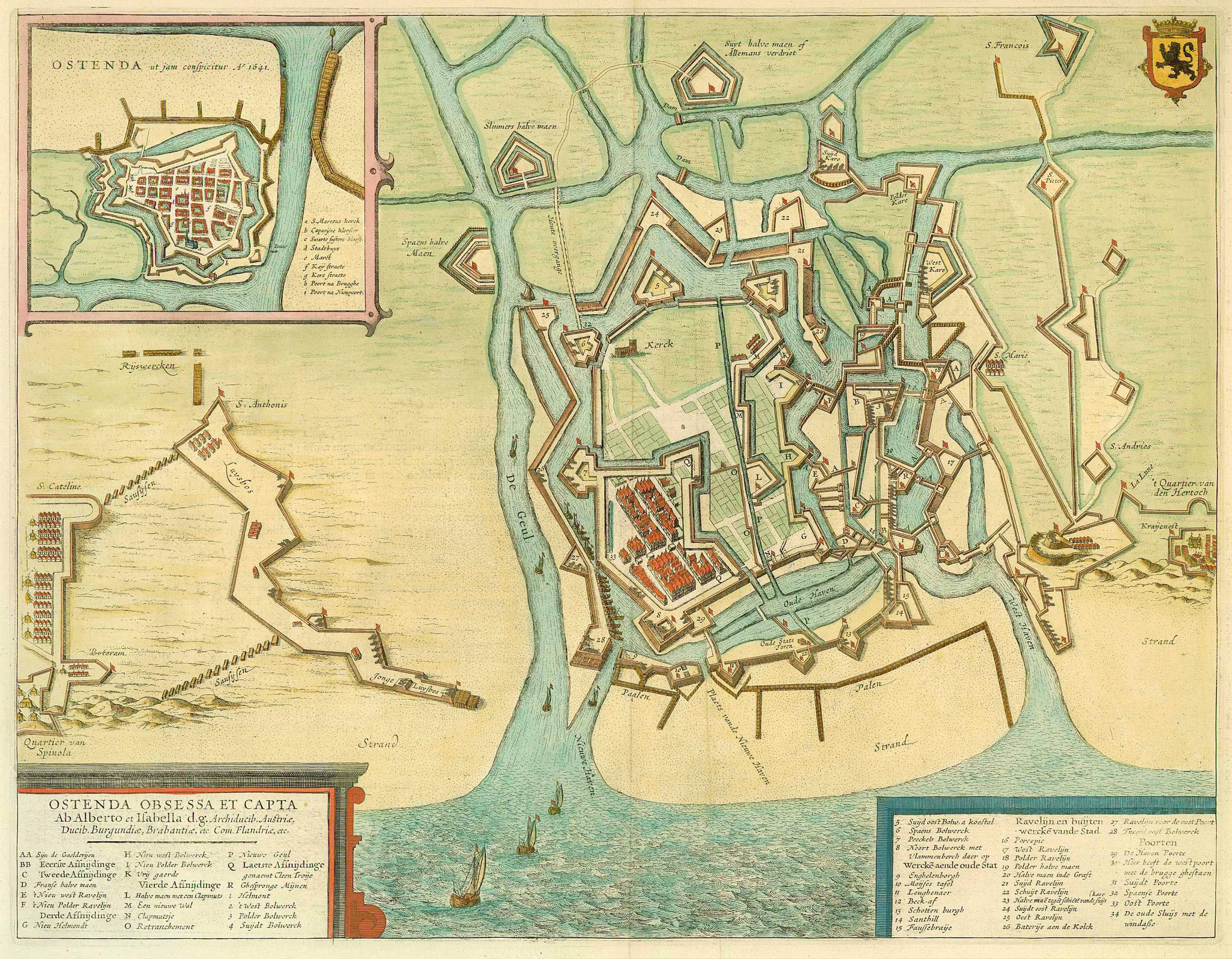
Ostenda obsessa et capta - Het Nieuwe Troje is duidelijk herkenbaar op deze kaart aan de rode behuizing.

Het Nieuwe Troje, ook wel Fort Royal of L’Adieu was een vrij grote rechthoekige redoute die binnen de stadsmuren van Oostende werd opgericht tijdens het Beleg van Oostende. Het Nieuwe Troje was de laatste afsnijding van het stadscentrum, waarin de belegerden zich teruggetrokken hadden toen Oostende uiteindelijk viel.

## Naamverklaring
Het beleg van Oostende werd vergeleken met de mythische belegering van Troje tijdens de Trojaanse Oorlog.  Een beleg duurde in die tijd gewoonlijk maar enkele maanden. Omdat de belegering van Oostende door het hevige verzet van de stad veel langer duurde, werd het door tijdsgenoten al snel vergeleken met het beroemde beleg uit de oudheid. De belegerden wilden met het benoemen van hun laatste staande bolwerk als het Nieuwe Troje ook het heroïsch karakter van hun verzet benadrukken. 

## Omschrijving
Het Nieuwe Troje werd gebouwd op het hoogste deel van de stad, vlak bij het strand en de toegang tot de havengeul. Er waren in die fase van het beleg al zeer veel gesneuvelden en binnen de stadsmuren was er geen plaats meer om hen te begraven. Er wordt aangenomen dat door een gebrek aan zand en aarde voor de bouw van nieuwe wallen, lijken werden opgegraven om hun zand te kunnen gebruiken en om de botten te benutten als een soort wapening.
Op het stadsplan van de 21e eeuw zou de omtrek van het Nieuwe Troje overeenkomen met de Louisalaan, de oostkant van het Wapenplein, de Witte Nonnenstraat, de Vismarkt en het Vissersplein.

## Geschiedenis
Oostende verloor begin 1604 steeds meer terrein door hevig kanonvuur. Er werden insluitingen gebouwd binnen de stadswallen om de oprukkende Spaanse troepen, onder leiding van Spinola, te vertragen. Het was de bedoeling om het Oostendse en Staatse leger bij een eventuele inname van de stad terug te trekken achter die insluitingen. Op die manier kon de verdere verovering van de stad gestopt worden tot Maurits van Nassau met zijn legers Oostende kwam bevrijden. Maar Maurits was op dat moment nog bezig met de herovering van Sluis en kwam niet te hulp.
Omdat alle andere delen van de stad waren ingenomen door de Spanjaarden, trokken de laatste belegerden zich noodgedwongen terug op dit stadsdeel. Slechts enkele dagen later gaf Oostende zich eervol over. Op 22 september 1604, na twee dagen onderhandelen, vertrok het Staatse leger van drieduizend soldaten uit de stad en was Oostende opnieuw in handen van aartshertog Albrecht van Oostenrijk.